# Кардинал Рішельє
Арма́н-Жан дю Плессі́ де Рішельє (фр. Armand-Jean du Plessis, duc de Richelieu фр.: [aʁmɑ̃ ʒɑ̃ dy plɛsi]; 9 вересня 1585, Париж — 4 грудня 1642, Париж) — французький герцог, кардинал Католицької церкви, міністр Французького королівства. Допоміг королю Людовику XIII зробити Францію могутньою державою. Його метою було зробити монархію абсолютною, він жорстоко розправився з опозицією знаті та придушив політичну владу гугенотів, проте зберіг релігійну свободу. 3а межами Франції прагнув установити верховенство в Європі, зруйнувавши владу Габсбургів, тому підтримував шведського короля Густава Адольфа і німецьких князів-протестантів у боротьбі проти Австрії й у 1635 привів Французьке королівство до участі у Тридцятирічній війні. Заснував Французьку академію. Він став відомий як l'Eminence Rouge (укр. "Червоне Високопреосвященство"), термін, що походить від титулу "Еміненція", який застосовувався до кардиналів і їх традиційного червоного кольору мантії.
Його родич Арман Емманюель дю Плессі, герцог де Рішельє був одним з будівничих Одеси.

## Дитинство і юність
Арман-Жан дю Плессі де Рішельє, який прозваний згодом «Червоним кардиналом», був молодшим сином у сім'ї. Коли Жану було п'ять років, батько помер, залишивши дружину одну з п'ятьма дітьми, напівзруйнованим маєтком і чималими боргами.
Важкі роки дитинства позначилися на характері Жана, все подальше життя він прагнув відновити втрачену честь сім'ї і мати багато грошей, оточити себе розкішшю, якої був позбавлений у дитинстві. З дитинства він був хворобливим і тихим хлопчиком, віддавав перевагу книгам над іграми з друзями. У вересні 1594 року вступив до Наваррського коледжу в Парижі й став готуватися до військової кар'єри, успадкувавши титул маркіза дю Шиллу. З дитинства Рішельє мріяв стати офіцером королівської кавалерії.
Основним джерелом матеріальних благ сім'ї був дохід від посади католицької духовної особи єпархії в районі Ла-Рошелі, Плессі, який був подарований ще Генріхом III в 1516 році. Проте, щоб зберегти його, хтось із сім'ї повинен був прийняти духовний сан. До 21 року передбачалося, що Арман, молодший з трьох братів, піде слідом за батьком і стане військовим і придворним, а середній брат стане єпископом.

## Початок церковної кар'єри
Але в 1606 році середній брат пішов у монастир, відмовившись від єпископства в Люсоні (у 30 км на північ від Ла-Рошелі), яке зазвичай успадковувалося членами сім'ї Рішельє. Щоб зберегти контроль сім'ї над єпархією, єпископом довелось стати молодшому брату, Жану. Оскільки Жан був замолодий, щоб прийняти сан, йому було потрібне благословення Папи Римського Павла V. Помандрувавши до Папи у Рим абатом, він спочатку приховав від Павла V свій дуже юний вік, але після церемонії покаявся.

Вирок Папи був такий: 
|  | Справедливо, щоб молода людина, котра виявила мудрість, яка перевершує його вік, була підвищена достроково. |

17 квітня 1607 року двадцятидворічний Арман-Жан дю Плессі прийняв ім'я Рішельє і сан єпископа Люсонського. Церковна кар'єра у той час була дуже престижною і цінувалася вище за світську. Проте Жан Рішелье на місці колись квітучого абатства в Люсоні знайшов лише руїни — сумну пам'ять про Релігійні війни XVI ст. Свою думку про це він висловив так: 
|  | Люсон — наймерзотніша, найбрудніша та найнепривабливіша єпархія у Франції |

.
Єпархія була одною з найбідніших і коштів від неї не вистачало на відносно пристойне життя. Проте молодий єпископ не занепав духом і енергійно взявся до духовної та господарської діяльності.
Сан єпископа давав можливість з'явитися при королівському дворі, яким Рішельє не забарився скористатися. Дуже скоро він зачарував своїм розумом, ерудицією і красномовством короля Генріха IV. Генріх називав Рішельє не інакше як «мій єпископ». Але таке стрімке піднесення провінційного єпископа не сподобалося деяким впливовим персонам, і Рішельє довелося покинути столицю.

## Генеральні штати 1614—1615 років
Декілька років Рішельє провів у Люсоні, де першим у Франції зумів провести реформування господарства монастиря, а також був першим французом, який написав теологічний трактат рідною мовою, де змалював стан справ у країні, зруйнованій релігійними війнами.
Весь вільний час Рішельє займався самоосвітою, багато читав. Вбивство Генріха IV, яке вчинив фанатик-католик Равайльяк у 1610 році, розв'язало руки сепаратистам. Уряд Марії Медічі, королеви-матері, регента при Людовику XIII, був наскрізь корумпований. Розвал підкріплювався невдачами військових, тож королівський двір пішов на переговори з представниками озброєних мас.
Рішельє виступив на перемовинах як посередник, що послужило приводом обрання його речником до Генеральних штатів від духівництва Пуату в 1614 році. Генеральні штати — збори станів, установлені в середні віки, які дедалі рідше збирав король з тих чи інших приводів. Делегати були поділені на перший стан (духівництво), другий стан (світська аристократія) і третій стан (буржуа). Молодий єпископ Люсона мав репрезентувати духівництво рідної провінції Пуату.
У конфлікті між духівництвом і третім станом (ремісники, купці і селяни) з приводу відносин корони і Папи єпископ Рішельє зайняв нейтральну позицію, віддавши всі сили приведенню сторін до компромісу. Вже незабаром Рішельє відмітили завдяки спритності та хитромудрості, проявленими ним при налагодженні компромісів з іншими групами і красномовному захисті церковних привілеїв від посягань світської влади. У лютому 1615 року йому було навіть доручено виголосити парадну промову від імені першого стану на завершальній сесії. Наступного разу Генеральним штатам належало зібратися лише 175 років опісля, напередодні Французької революції.

## Піднесення Рішельє при королівському дворі
При дворі молодого Людовика XIII звернули увагу на 29-річного єпископа. Найбільше враження таланти Рішельє справили на королеву-матір Марію Медичі, яка фактично правила Францією, хоча в 1614 році її син вже досяг повноліття. Призначений духівником королеви Марії Медічі, Рішельє незабаром домігся відсторонення найближчого радника і фаворита Марії Кончино Кончині (відомого також як маршал д'Анкр). У 1616 році Рішельє увійшов до королівської ради і зайняв пост державного секретаря у військових справах і зовнішній політиці. Новий пост потребував від нього активної участі в зовнішній політиці, до якої він доти не мав стосунку.
Перший рік Рішельє у владі збігся з початком війни між Іспанією, у якій тоді правила династія Габсбургів, і Венецією, з якою Франція була у військовому союзі. Ця війна загрожувала Франції новим витком релігійних розбратів. Проте у квітні 1617 року Кончині був убитий групою «друзів короля» — супротивників регентства Марії Медічі. Натхненник цієї акції герцог де Люїнь став фаворитом і радником молодого короля. Рішельє спочатку повернули в Люсон, а потім заслали в Авіньйон, папську область, де він боровся з меланхолією читанням і письменництвом. Протягом двох років Рішельє займався літературою і богослів'ям на самоті. За цей час він написав дві богословські праці — «Захист основних положень католицької віри» і «Повчання для християн».
Французькі принци крові — Конде, Суассон і Буїльйон — обурилися самоправними діями монарха і підняли проти нього заколот.

## Людовик XIII— король Франції
Людовикові XIII довелося відступити. У 1619 році король звелів Рішельє приєднатися до королеви-матері в надії, що він утихомирить її. Протягом семи років, частину яких довелося провести у вигнанні, Рішельє вів активне листування з Марією Медічі та Людовиком XIII. Врешті-решт Арману вдалося помирити королеву-мати з королем, а коли Марія повернулася із заслання, то зажадала від сина призначити Рішельє кардиналом. 5 вересня 1622 року єпископ Рішельє отримав сан кардинала корони. А якщо когось призначили кардиналом, то і до Королівської ради, тодішньому французькому урядові, його неодмінно треба було включити, тим паче, що міністри батька Людовика XIII практично всі вже померли.
Але тільки в 1624 році Марія Медічі була повернена до Парижа, а разом з нею і Рішельє, без якого вона вже не могла ступити ані кроку. Людовик продовжував ставитися до Рішельє з недовірою, оскільки розумів, що всіма дипломатичними перемогами його мати завдячує кардиналові. Коли 29 квітня 1624 року Рішельє вперше увійшов до зали засідань французького уряду, він так поглянув на присутніх, у тому числі й на голову, маркіза Ла Вʼєвіля, що всім відразу стало зрозуміло, хто відтепер тут господар.
Кілька місяців потому, в серпні, чинний уряд занепав, і за наполяганням королеви-матері 13 серпня 1624 року Рішельє став «першим міністром» короля — пост, на якому йому судилося пробути 18 років.

## Перший міністр Франції
Незважаючи на слабке здоров'я, новий міністр досягнув свого положення завдяки поєднанню таких якостей, як терпіння, хитромудрість і безкомпромісна жага до влади. Ці якості Рішельє ніколи не переставав застосовувати для власного просування: у 1622 році він став кардиналом, у 1631 році — герцогом, весь цей час продовжуючи збільшувати власний статок. Від початку Рішельє довелося мати справу з багатьма ворогами і ненадійними друзями. До останніх на перших порах належав сам Людовик XIII. Як можна судити, король так ніколи і не проявляв симпатії до Рішельє, та все ж з кожним новим поворотом подій Людовик потрапляв у все більшу залежність від свого блискучого служителя. Інше ж королівське сімейство залишалося ворожим до Рішельє. Анна Австрійська терпіти не могла іронічного міністра, який позбавив її будь-якого впливу на державні справи. Герцог Гастон Орлеанський, єдиний брат короля, плів незліченні змови з метою посилення свого впливу. Навіть королева-мати, яка завжди відрізнялася амбітністю, відчула, що колишній її помічник стоїть у неї на шляху, і незабаром стала найсерйознішим його супротивником.

## Придушення знаті при Рішельє
Навколо цих фігур кристалізувалися різні угрупування бунтівних придворних. Рішельє відповідав на всі кидані йому виклики з найбільшою політичною майстерністю і жорстоко їх пригнічував. У 1626 році центральною фігурою в інтризі проти кардинала став молодий маркіз де Шале, який поплатився за це життям.

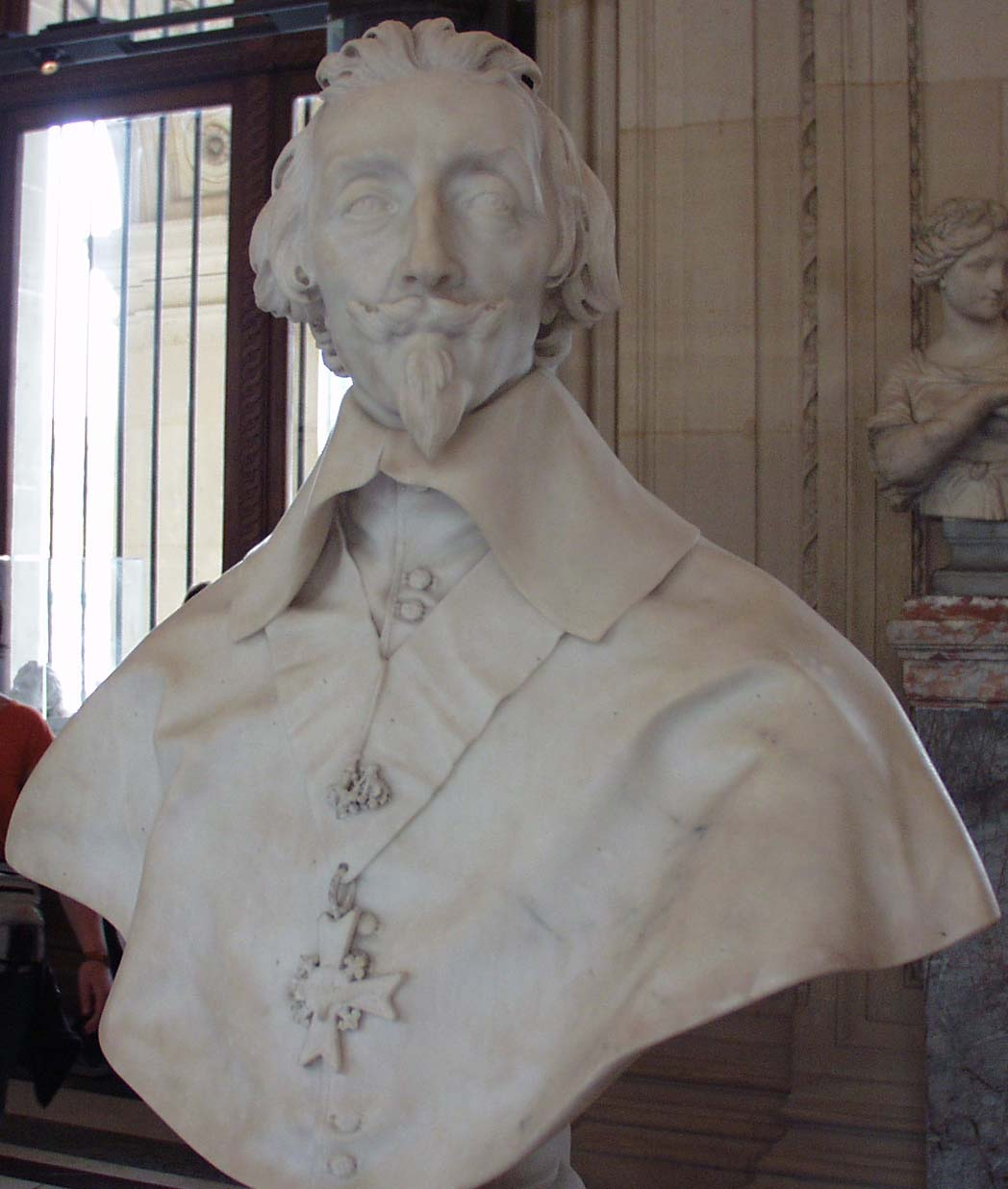
Бюст кардинала Рішельє роботи Лоренцо Берніні

Сам король відчував себе знаряддям в руках кардинала і, мабуть, не без співчуття поставився до останньої спроби скинути Рішельє — до змови Сен-Мара. Всього за декілька тижнів до своєї смерті в 1642 році Рішельє розкрив останню змову, центральними фігурами якої стали маркіз де Сен-Мар і Гастон Орлеанський. Останнього, як завжди, врятувала від кари королівська кров, але Сен-Мар — друг і улюбленець Людовика, був обезголовлений. У період між цими двома змовами найбільш драматичним випробуванням міцності позицій Рішельє став знаменитий «день обдурених» — 10 листопада 1631 року. Цього дня король Людовик XIII востаннє пообіцяв відправити свого міністра у відставку, і по всьому Парижу рознеслися чутки, що королева-мати отримала перемогу над своїм ворогом. Проте Рішельє вдалося домогтися аудієнції короля, і до настання ночі всі його повноваження були підтверджені, а дії санкціоновані. «Обдуреними» виявилися ті, хто повірив помилковим чуткам, за що і поплатилися смертю або вигнанням.
Опір, який виявлявся в інших формах, зустрічав не менш рішучу відсіч. Попри свої аристократичні пристрасті, Рішельє скрушив бунтівну провінційну знать, наполягаючи на її покірності королівським офіційним особам. У 1632 році він добився виголошення смертного вироку за участь у заколоті герцогові де Монморансі, генерал-губернатору Лангедоку, одному з найблискучіших аристократів, якого направила проти Рішельє саме Марія Медічі. Рішельє заборонив парламентам (вищим судовим органам у містах) ставити під сумнів конституційність королівського законодавства.
На словах він прославляв папство і католицьке духівництво, але у справах його було видно, що главою церкви у Франції є король. Холодний, обачливий, вельми часто суворий до жорстокості, такий, що підпорядковував почуття розуму, Рішельє міцно тримав у своїх руках кермо влади і, з чудовою пильністю і далекоглядністю помічаючи загрозу небезпеки, попереджав її при самій її появі. У боротьбі з своїми ворогами Рішельє не гидував нічим: доноси, шпигунство, грубі фальсифікації, нечувана раніше підступність — все йшло в хід. Його важка рука особливо притискала молоду, блискучу аристократію, яка оточувала короля. Одна змова за іншою виникали проти Рішельє, але вони завжди закінчувалися найсумнішим чином для його ворогів, долею яких було вигнання або страта. Марія Медічі дуже скоро розкаялася у своєму заступництві Рішельє, яке абсолютно відтіснило її на задній план. Разом із дружиною короля, Анною, стара королева навіть взяла участь в змові аристократії проти Рішельє, але без успіху. З найпершого дня при владі Рішельє став об'єктом постійних інтриг з боку тих, хто намагався його «підсидіти». Щоб не стати жертвою зради, він волів нікому не довіряти, що викликало страх і нерозуміння оточення. «Кожен, хто дізнається мої думки, повинен померти» — говорив кардинал. Метою Рішельє було ослаблення позицій династії Габсбургів у Європі та зміцнення незалежності Франції. Крім того, кардинал був ярим прихильником абсолютної монархії.

## Придушення гугенотів-протестантів
Іншим важливим джерелом опозиції, яку скрушив Рішельє з властивою йому рішучістю, була меншина гугенотів (протестантська). Примирливий Нантський едикт Генріха IV від 1598 року гарантував гугенотам повну свободу совісті й відносну свободу богослужіння. Він залишав за ними велике число укріплених міст — в основному на півдні та південному заході Франції. Рішельє убачав у цій незалежності загрозу державі, особливо під час війни. Гугеноти були державою в державі, вони мали сильних прихильників у містах і могутній військовий потенціал. Кардинал волів не доводити ситуацію до кризи, проте фанатизм гугенотів підігрівався Англією, вічною суперницею Франції. Участь, прийнята гугенотами в 1627 році в нападі англійців з моря на узбережжя Франції, стала для уряду сигналом до початку дій (див. Англо-французька війна (1627 — 1629)). До січня 1628 року була обложена фортеця Ла-Рошель — опорний пункт протестантів на березі Біскайської затоки.
Рішельє узяв на себе особисте керівництво кампанією, і в жовтні непокірне місто капітулювало після того, як близько 15 тисяч його жителів померли з голоду. У 1629 році Рішельє завершив релігійну війну великодушним примиренням — мирною угодою в Але, відповідно для розбіжностей з союзниками-протестантами за межами країни.
Гугеноти-протестанти проживали у Франції як офіційно визнана меншина до 1685 року, але після здобуття Ла-Рошелі їхня здатність протистояти короні була підірвана.

## Адміністративні та економічні реформи при Рішельє
Прагнучи до зміцнення суверенітету королівської влади в внутрішній і зовнішній політиці та фінансах, Рішельє ініціював кодифікування французьких законів («кодекс Мішо», 1629), провів ряд адміністративних реформ. Кардинал слідував доктрині Антуана де Монткрістьена і наполягав на незалежності ринку. При цьому він робив акцент на виробництві товарів на експорт і перешкоджав імпорту предметів розкоші. У сфері його економічних інтересів було скло, шовк, цукор. Рішельє ратував за будівництво каналів і розширення зовнішньої торгівлі, причому сам часто ставав співвласником міжнародних компаній. Саме тоді почалася французька колонізація Канади, Західної Індії, Марокко і Персії.

## Війни Франції при Рішельє
До кінця 1620-х років французький уряд мав можливість брати активнішу участь в міжнародних справах, що спонукало Рішельє до дій. До часу приходу Рішельє до влади грандіозна (яка отримала назву Тридцятирічної) війна в Німеччині між католицькими государями на чолі з імператором Священної Римської імперії та союзом протестантських князів і міст була вже у повному розпалі. Будинок Габсбургів, включаючи правлячі родини в Іспанії і Австрії, більше сторіччя був головним ворогом французької монархії, проте спочатку Рішельє утримувався від втручання в конфлікт.
По-перше, союзниками Франції у такому разі повинні були стати протестантські держави, тому кардинал і його головний радник чернець ордена капуцинів отець Жозеф (якого називали тоді, на відміну від Рішельє, фр. l'Eminence grise, тобто «Сірий кардинал») розуміли, що необхідно мати ясне і законне обґрунтування для такого кроку. По-друге, свободу дій поза країною довгий час стримувала неспокійна обстановка усередині самої Франції. По-третє, основна загроза інтересам Франції виходила не з боку австрійських Габсбургів, а від ще могутнішої іспанської гілки, що спонукало французів зосередити увагу на Піренеях і іспанських володіннях в Італії, а не на Німеччині. Проте Франція все ж таки була залучена у війну. До кінця 1620-х років католики добилися таких значних перемог в межах Імперії, що, здавалося, австрійські Габсбурги стануть повними господарями Німеччини.
Перед загрозою панування Габсбургів в Європі Рішельє і отець Жозеф висунули тезу, що для блага папського престолу і духовного благополуччя самої церкви Франція повинна протистояти Іспанії і Австрії. Можливість взяти участь в німецьких справах видалася відразу ж після придушення знаті та бунтівних гугенотів усередині країни, оскільки на боці лютеран збирався виступити король Швеції Густав II Адольф. Коли його армія висадилася в північній Німеччині (липень 1630 року), до Німеччини стали підтягатися значні іспанські сили — щоб надати підтримку католикам. Під час облоги Рішельє фортеці Ла-Рошель іспанці встигли мобілізувати сили на півночі Італії і захопити фортецю Касаль. Тоді Рішельє проявив надзвичайну мобільність: відразу після падіння Ла-Рошелі французька армія була перекинута через Альпи і застала іспанців зненацька. У 1630 році в ході складних інтриг Рішельє відмовився підписувати Регенсбургський мир, у відповідь Іспанія звернулася до Папи Урбана VIII з проханням відлучити Людовика XIII від церкви. Рішельє знаходився на межі опали, оскільки його відносини з королем Франції були вельми складними.
Весною 1635 року Франція формально вступила у війну — спочатку проти Іспанії, а потім, рік потому, проти Священної Римської імперії. Спочатку французи зазнали ряду прикрих поразок, проте до 1640 року, стала проявлятися перевага Франції, вона почала долати свого головного ворога — Іспанію. Більш того, французька дипломатія досягла успіху, викликавши антиіспанське повстання в Каталонії і її відторгнення (з 1640 по 1659 роки Каталонія знаходилася під владою Франції) і повномасштабну революцію в Португалії, яка покінчила з правлінням Габсбургів у 1640 році. Нарешті, 19 травня 1643 року при Рокруа в Арденнах армія принца де Конде добилася такої нищівної перемоги над знаменитою іспанською піхотою, що цю битву прийнято вважати кінцем іспанського домінування в Європі.
В останні роки життя кардинал Рішельє був залучений у черговий релігійний конфлікт. Він очолював опозицію папі Урбану VIII, оскільки в плани Франції входило розширення сфери впливу в Священній Римській імперії. При цьому він залишався вірним ідеям абсолютизму і боровся з галіканцями, які зазіхнули на Папську владу.

## Смерть кардинала Рішельє
Восени 1642 року Рішельє відвідав цілющі води в Бурбон-Лансі, тому що його здоров'я було підточене багаторічною нервовою напругою. Навіть будучи хворим, кардинал до останнього дня по декілька годин диктував накази арміям, дипломатичні інструкції, розпорядження губернаторам різних провінцій. 28 листопада наступило різке погіршення. Лікарі діагностували гнійний плеврит. Кровопускання не дало результату, лише до межі ослабило хворого. Кардинал часом непритомнів, але, приходячи до тями, намагався ще працювати. У ці дні поряд з ним невідступно знаходилася його племінниця герцогиня д'Егійон.
2 грудня його відвідав Людовик XIII. «Ось ми і прощаємося, — слабким голосом промовив Рішельє. — Покидаючи Вашу Величність, я утішаю себе тим, що залишаю Ваше королівство на вищому ступені слави і небувалого впливу, тоді як всі Ваші вороги повержені та принижені. Єдино, про що я насмілююся просити Вашу Величність за мої праці та мою службу, це продовжувати удостоювати Вашим заступництвом і Вашим благоволінням моїх племінників і рідних. Я дам їм своє благословення лише за умови, що вони ніколи не порушать своєї вірності та слухняності й будуть віддані Вам до кінця». Потім Рішельє своїм єдиним наступником назвав кардинала Джуліо Мазаріні. «У Вашої Величності є кардинал Мазаріні, я вірю у його здібності на службі королеві», — проказав міністр. Мабуть, це все, що він хотів сказати королеві на прощання. Людовик XIII пообіцяв виконати всі прохання кардинала і покинув його.
Залишившись з лікарями, Рішельє попросив сказати, скільки йому ще залишилося. Лікарі відповідали ухильно, і лише один з них — мосьє Шико — насмілився сказати: «Монсеньйор, думаю, що протягом 24 годин Ви або помрете, або встанете на ноги». «Добре сказано», — тихо вимовив Рішельє і зосередився на чомусь своєму.
Наступного дня король наніс ще один, останній, візит Рішельє. Протягом години вони розмовляли віч-на-віч. Людовик XIII вийшов з кімнати кардинала чимось дуже схвильований. Правда, дехто з свідків стверджував, що король був у веселому настрої. Біля ліжка кардинала зібралися священики, один з яких причастив його. У відповідь на традиційне в таких випадках звернення пробачити ворогам своїм Рішельє сказав: «У мене не було інших ворогів, окрім ворогів держави». Присутні були здивовані чіткими, ясними відповідями кардинала. Коли з формальностями було покінчено, Рішельє сказав з повним спокоєм і упевненістю в своїй правоті: «Дуже скоро я з'явлюся перед моїм Суддею. Від щирого серця попрошу його судити мене за тією міркою — чи мав я інші наміри, окрім блага церкви і держави».
Рано вранці 4 грудня Рішельє прийняв останніх відвідувачів — посланців Анни Австрійської та Гастона Орлеанського, які запевнили кардинала у своїх найкращих почуттях. Герцогиня д'Егійон, яка з'явилася услід за ними, із сльозами на очах почала розповідати, що напередодні одній черниці-кармелітці було видіння, що Його Високопреосвященство буде врятовано рукою Всевишнього. «Облиште, облиште, племіннице, все це смішно, потрібно вірити тільки Євангелію». Якийсь час вони провели удвох. Десь біля полудня Рішельє попросив племінницю залишити його одного. «Пам'ятайте, — сказав він їй на прощання, що я любив Вас більше за всіх на світі. Буде недобре, якщо я помру у Вас на очах…» Місце д'Егійон зайняв отець Леон, який дав вмираючому останнє відпущення гріхів. «Вдаюся, Господи, в руки твої», — прошепотів Рішельє, здригнувся і затих. Отець Леон підніс до його рота засвічену свічку, але полум'я залишилося нерухомим.
Рішельє помер у Парижі 5 грудня 1642 року, не доживши до тріумфу в Рокруа і виснажений численними хворобами. Був похований у церкві на території Сорбонни, на згадку про підтримку, надану ним університету.

## Досягнення

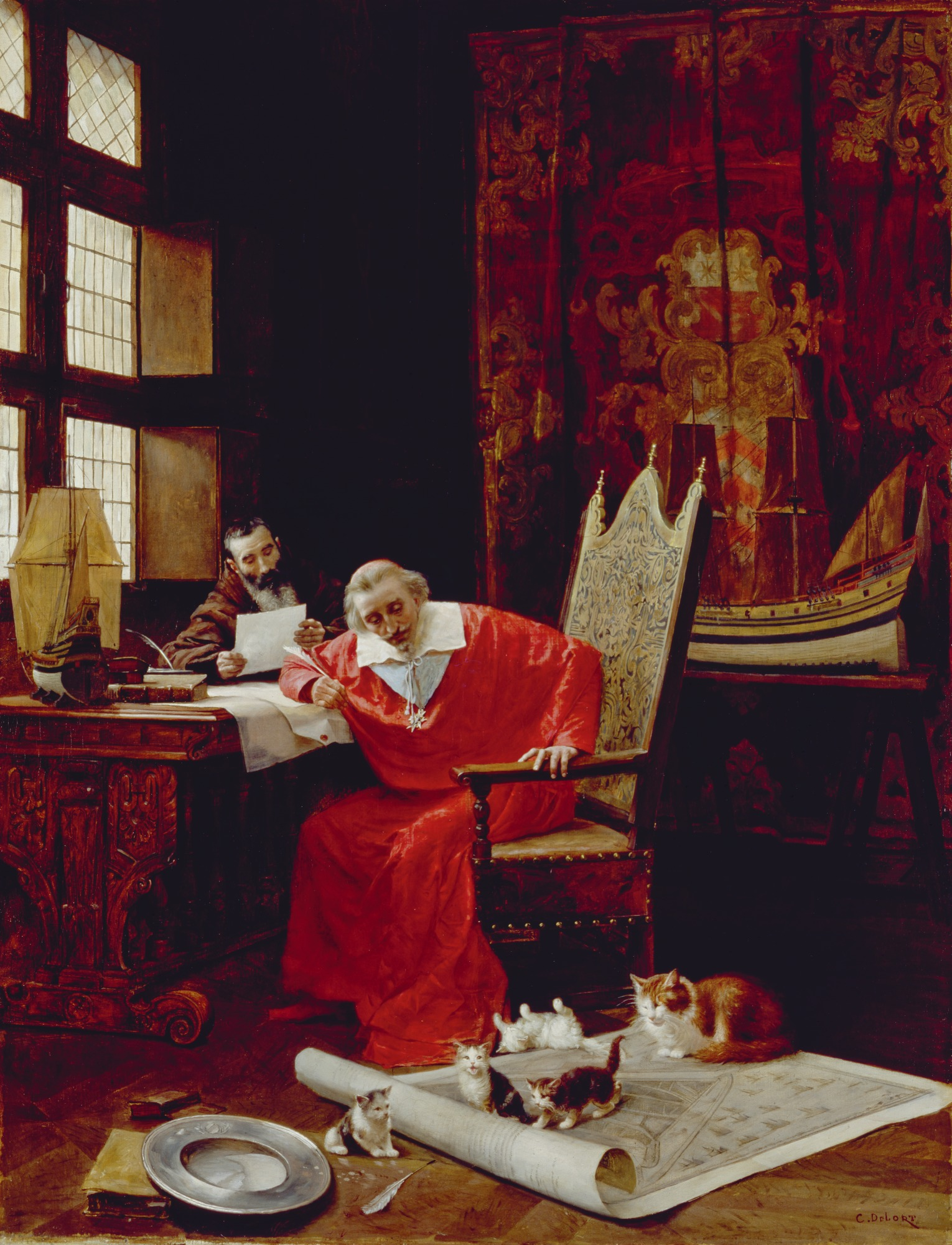
Рішельє у товаристві своїх котів і отця Йосипа (Жозефа).

Рішельє сприяв розвитку культури, прагнучи поставити її на службу французькому абсолютизму. За його ініціативою пройшла реконструкція Сорбонни. Рішельє написав перший королівський едикт про створення Французької академії і передав Сорбонні за заповітом одну з найкращих в Європі бібліотек, створив офіційний орган пропаганди «Газетт» Теофраста Ренодо. У центрі Парижа був побудований палац Пале-кардіналь (згодом він був дарований Людовикові XIII і з того часу називається Пале-рояль). Рішельє протегував художникам і літераторам, зокрема, Корнелю, заохочував таланти, сприяючи розквіту французького класицизму.
Рішельє був вельми плодовитим драматургом, його п'єси друкувалися в першій відкритій за його ініціативою королівській друкарні. За службовим обов'язком давши обітницю вірності «церкві— моїй дружині», він опинився у складних політичних відносинах з королевою Анною Австрійською, насправді дочкою іспанського короля, главою ворожої національним інтересам країни «іспанської», тобто якоюсь мірою і «австрійської», партії при дворі. Щоб досадити їй за перевагу над ним лорда Бекінгема, він написав і поставив п'єсу «Світам», в якій Бекінгем є переможеним не тільки на полі бою (під Ла-Рошелью), і примусив королеву подивитися цю виставу. У книзі приведені відомості та документи, які лягли в основу роману Дюма «Три мушкетери», — від боротьби з дуелями (на одній з яких загинув брат кардинала) до використання відставної коханки Бекінгема графині Карлейль (горезвісної Міледі) в успішній шпигунській ролі при англійському дворі й вельми пікантних подробиць побачень королеви і Бекінгема.
Він помирив французів (католиків і гугенотів) між собою і, завдяки «дипломатії пістолів», посварив їхніх ворогів, зумівши створити антигабсбурзькую коаліцію. Для відвернення Речі Посполитої від Габсбургів він слав гінців у Московію до першого з Романових, Михайла, із закликом торгувати безмитно. Рішельє здійснив сильний вплив на хід європейської історії. У внутрішній політиці він усунув будь-яку можливість повномасштабної громадянської війни між католиками і протестантами.
Йому не вдалося покінчити з традицією дуелей та інтриг серед провінційної знаті та придворних, але завдяки його зусиллям непокора короні стала вважатися не привілеєм, а злочином проти країни. Рішельє не вводив, як було прийнято стверджувати, посади інтендантів для проведення політики уряду на місцях, проте він значно укріпив позиції королівської ради у всіх сферах управління. Організовані ним торгові компанії для ведення справ із заморськими територіями виявилися неефективними, але захист стратегічних інтересів у колоніях Вест-Індії і Канади відкрив нову еру в створенні Французької імперії.
Неухильне служіння ясно усвідомленим цілям, широкий практичний розум, ясне розуміння навколишньої дійсності, уміння користуватися обставинами — все це забезпечило Рішельє видне місце в історії Франції. Основні напрями діяльності Рішельє сформульовані в його «Політичному заповіті». Пріоритетом внутрішньої політики стала боротьба з протестантською опозицією і зміцнення королівської влади, головним зовнішньополітичним завданням — підвищення престижу Франції і боротьба з гегемонією Габсбургів у Європі. «Моєю першою метою була велич короля, моєю другою метою була могутність королівства», — підсумував свій життєвий шлях він.

## Коти— вірні компаньйони кардинала
Кардинал Рішельє дуже любив котів. Він багато зробив, щоб вони були визнані тваринами-компаньйонами. Він заснував розплідник котів у самому Кардинальському палаці, також різні джерела повідомляють, що під час роботи, кардинал завжди тримав на колінах кота або кішку. На момент смерті у нього їх було чотирнадцять. До нас дійшли навіть їхні імена: Фелімар, Люцифер, Людовік-ле-Крюель (Людовік Жорстокий), Людовіска, Мімі-Піайон, Мунар-ле-Фуго, Перрюк, Рубі-сюр-ль'онгль, Серполет, Пірам, Тісбе, Ракан, Суміз і Газетт.